# L'école est finie
《L'école est finie》（漢語翻譯：“放學了”）是法國歌手希拉的一首歌。1962年，她16歲時發行了這首歌。這首歌由年輕的克洛德·卡雷尔創作、出版和製作，銷量超過100萬張，有效地開啟了他在音樂界的職業生涯。

## 歌詞
這首歌反映了年輕人對學習的蔑視，以及對享受快樂暑假的渴望。

## 榜單
| 榜單（1963年）                     | 峰位 |
| ---------------------------------- | ---- |
| 比利时瓦隆（Ultratop五十强单曲榜） | 2    |